# 罗伯特·麦考利·肖特
罗伯特·麦考利·肖特（英語：Robert McCawley Short，1905年10月4日—1932年2月22日）美国陆军航空军飞行员，中华民国军政部航空学校教官。他被认为是在中国抗日战场上陣亡的第一位外籍飞行员，2014年被中华人民共和国列入第一批著名抗日英烈和英雄群体名录。

## 生平
罗伯特·肖特1905年10月出生于美国华盛顿州斯特利孔，全家包括父母和姐弟共五口人，幼年随家迁居塔科马市。在他7岁时父亲抛弃了家庭，姐姐也在不久后死于猩红热，之后他作为家中长子担负家庭责任。1928年高中毕业后，他就进入加利福尼亚州行军场的美国陆军野战炮兵学校，在玛尔市接受初、高级飞行训练。肖特性格桀骜不驯，最终因违抗命令被学校除名。此后他自学完成剩余课程，最终加入美国陆军航空兵团预备役，获空军少尉军衔。在抵达中国前，肖特曾任华盛顿州皮尔斯县机场经理，的试飞员。1930年，他应国民政府邀请赴华处理上海到杭州之间的邮件空运业务。抵华后，他因中国航空公司配给的洛宁水陆两用飞机设备简陋而最终拒绝该职位。不久受聘为波音公司在亚洲代理商也曾是LE·盖尔公司（L.E.Gale Company）公司的驻华代表、试飞员兼教官。其主要的工作就是向中国空军高层展示波音公司由美国海军F4B-2的改进而来的波音218驱逐机。1931年6月，中国航空署聘任其为中央航空学校飞行教官。

### 参战与阵亡
1932年一二八事件爆发，日军飞机轰炸中国平民，肖特主动请缨参与对日作战行动。会战爆发前，波音正向中国推销战斗机，将一架波音218驱逐机运到上海虹桥进行组装。2月19日，肖特驾驶注册号为X66W的波音218驱逐机从上海虹桥飞抵南京。2月20日，肖特为自己的波音战斗机加装武器，赴吴淞口参战。升空后不久就与三架从日军航空母舰“凤翔”号起飞的中岛三式战斗机交火，并击伤其中一架。战后其飞机被涂装草绿色并标绘中国空军徽记。
1932年2月22日，他驾驶战斗机从上海飞往南京，在苏州附近第二次与日军发生空战。六架从日本航空母舰“加贺”号起飞的三菱B1M双座战斗机将他包围。肖特在击落一架日机并击毙日军机队长机炮手后，遭生田乃木次大尉等人的战斗机击中身亡。其所驾驶战斗机坠毁在江苏省吴县车坊镇高垫村（现苏州工业园区斜塘街道）的吴淞江镬底潭河段中。他是中国抗日战争中第一位陣亡的外籍飞行员，也是对日战争中第一位陣亡的美国飞行员。
肖特驾驶的战机坠毁后，车坊镇警力发现波音战机残骸并从湖中打捞出遗体。1932年2月25日，苏州民众将遗骸与飞机残骸运至苏州，以柏木棺收殓，后改换铜棺运往上海。国民政府追授肖特空军上尉军衔，并电邀其家属来华参加葬礼。4月19日，肖特母亲伊丽莎白·肖特与弟弟爱德华·肖特抵华，国民政府外交部、上海市政府、十九路军及上海各界共87个团体到场迎灵。葬礼在万国殡仪馆举行，公祭仪式后由中美飞行员四人共同扶柩，近十万上海市民为肖特送行。载有遗体的灵车最终抵达虹桥机场。4月28日，苏州各界万余人在杭州公共体育场举行追悼大会。

## 纪念
1932年7月，吴县在坠机地树立一座花岗岩方尖碑，上书“美飞行家肖特义士殉难处”，同年在苏州公园内亦建立肖特义士纪念碑一座，抗战期间被日军毁。新中国成立后，航空烈士公墓一度荒废。1984年，复旦大学教授王蘧常重新编发肖特事迹，引起肖特胞弟爱德华·肖特关注。同年10月，爱德华·肖特来华瞻仰肖特烈士纪念碑等遗迹，并向吴县政协办公室捐赠其珍藏的七张肖特葬礼照片。1985年航空烈士公墓启动修缮，至1987年完工。1999年，公墓原址设立罗伯特·肖特雕像。2009年10月，纪念碑迁至车坊镇高垫村（现苏州工业园区斜塘街道）江滨公园。2014年9月1日，被列入中华人民共和国民政部公布的第一批著名抗日英烈和英雄群体名录。2018年1月，苏州公园内的肖特纪念碑重建落成。
在美国，西雅图飞行博物馆自1932年起收藏有多件肖特遗物及相关藏品。
2018年阵亡将士纪念日时，他于1925年毕业的高中母校体育场高中也举行了纪念活动。

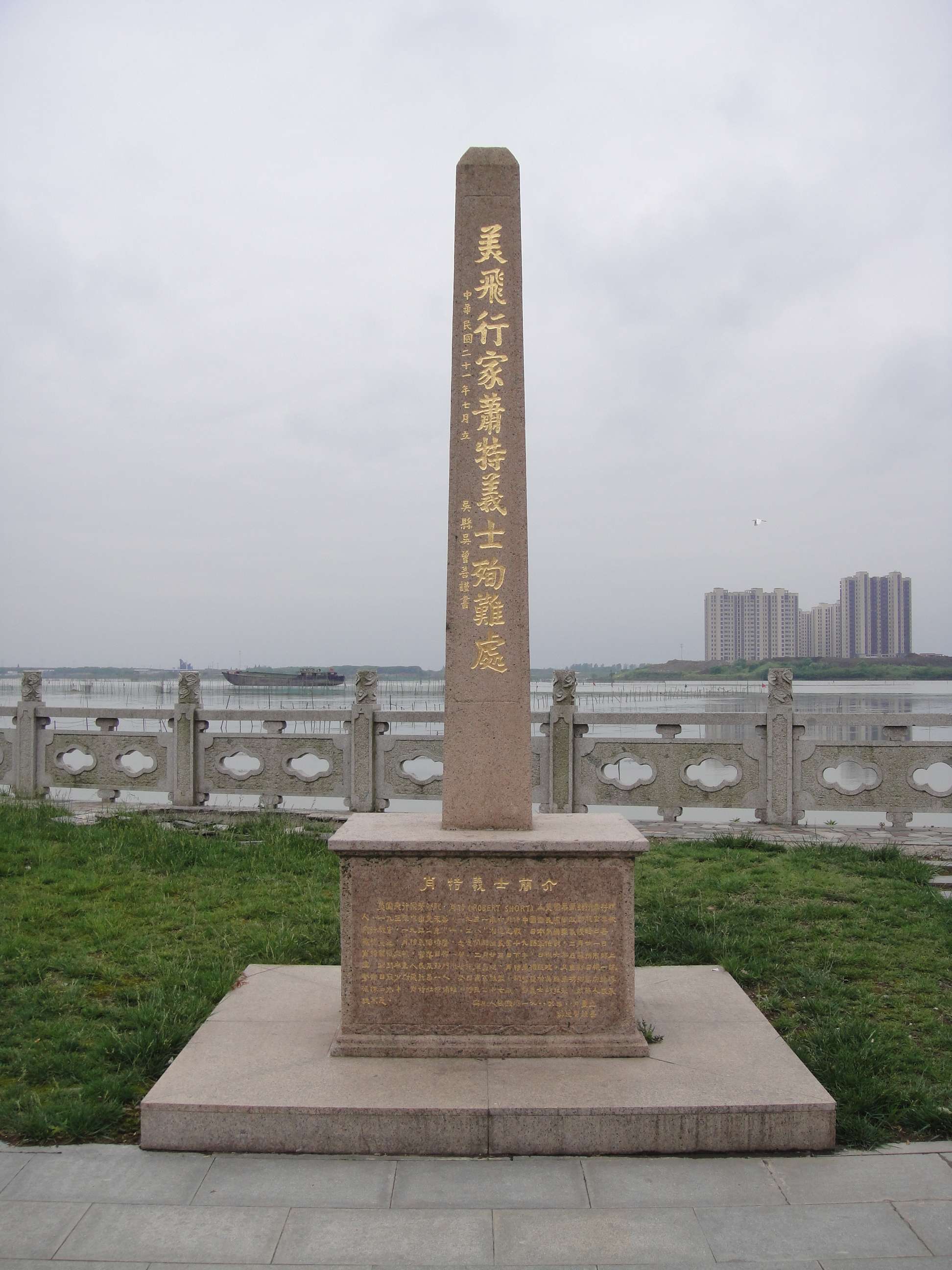
方尖碑
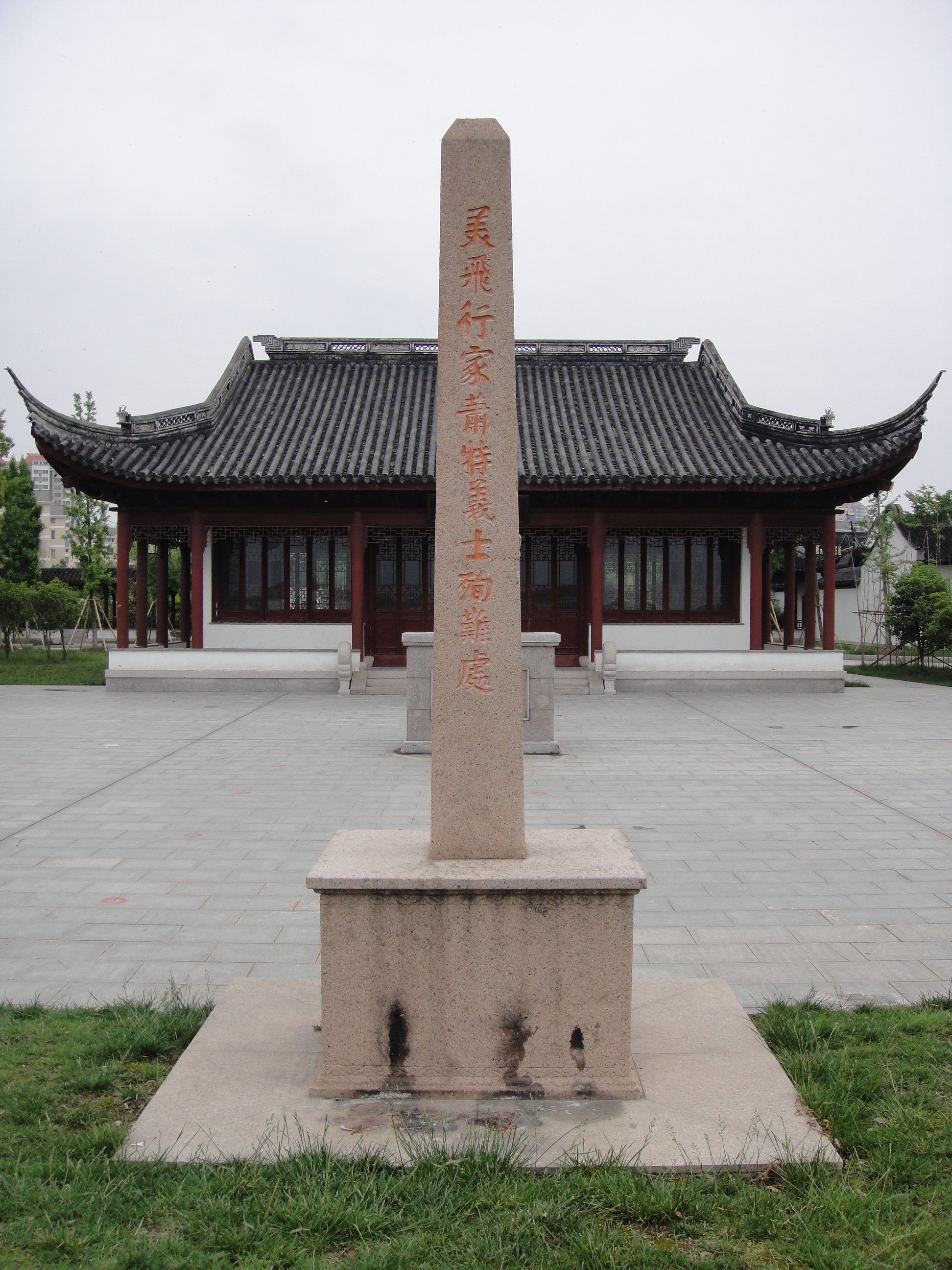
方尖碑
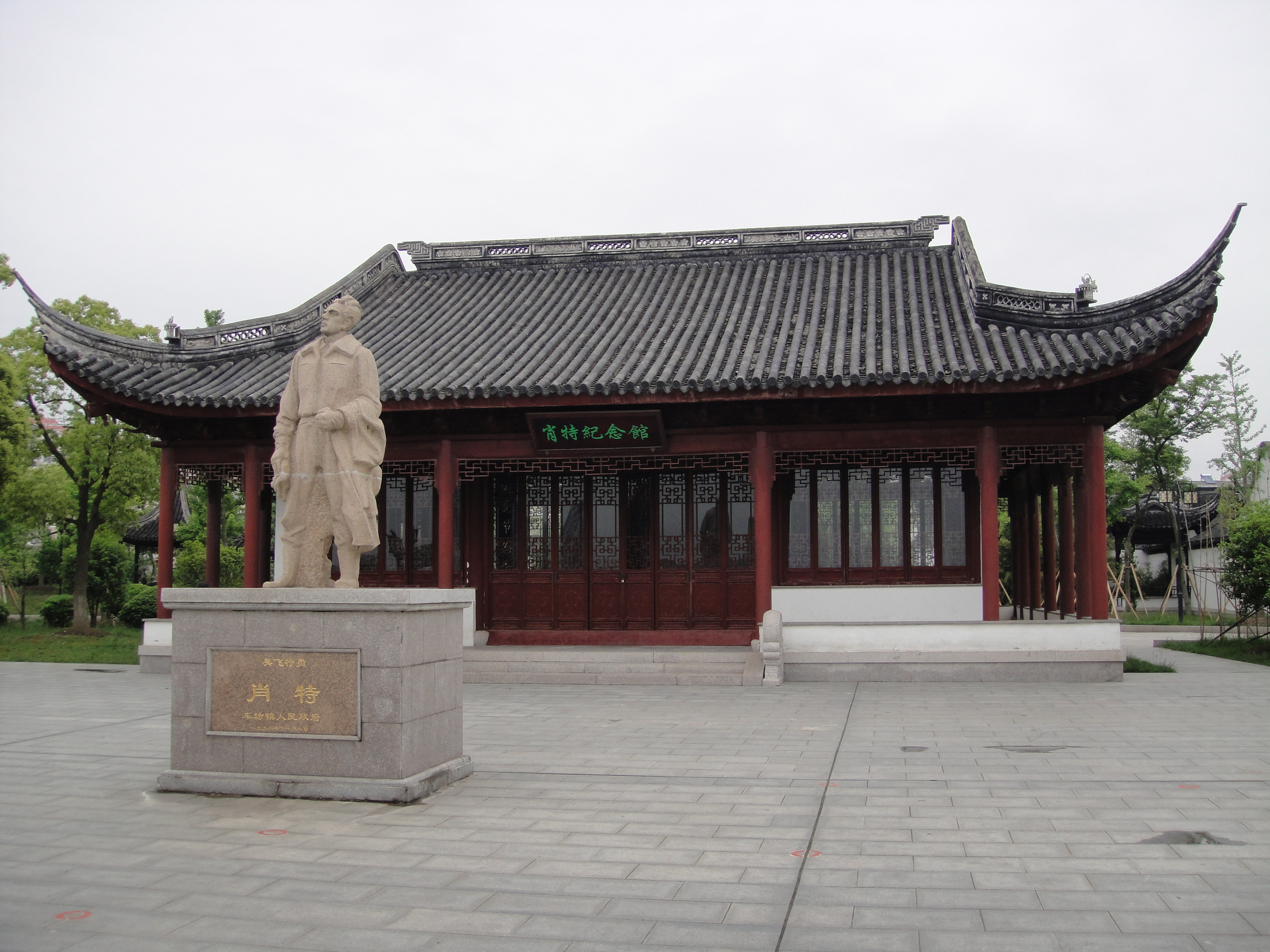
肖特纪念馆
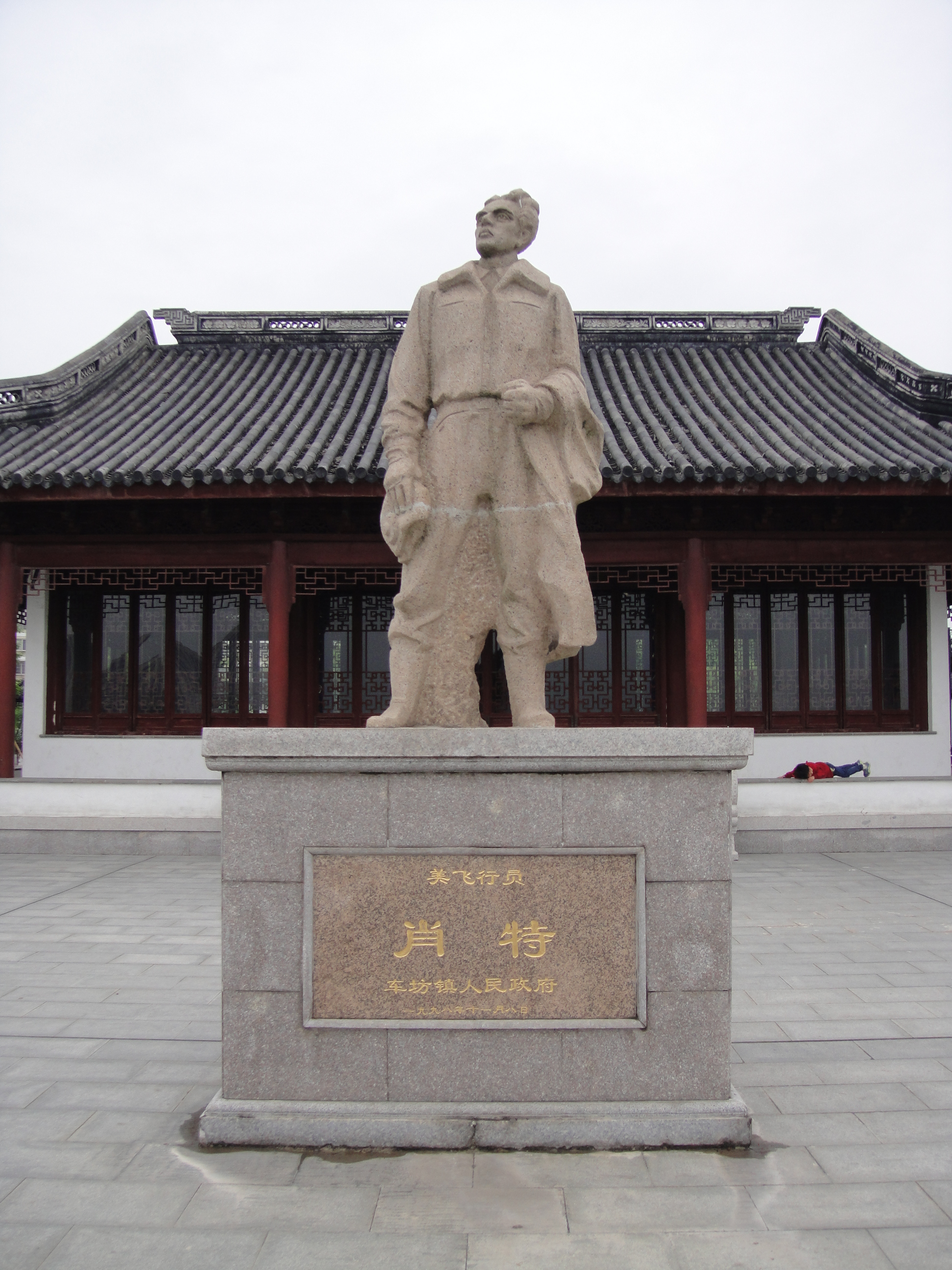
雕像
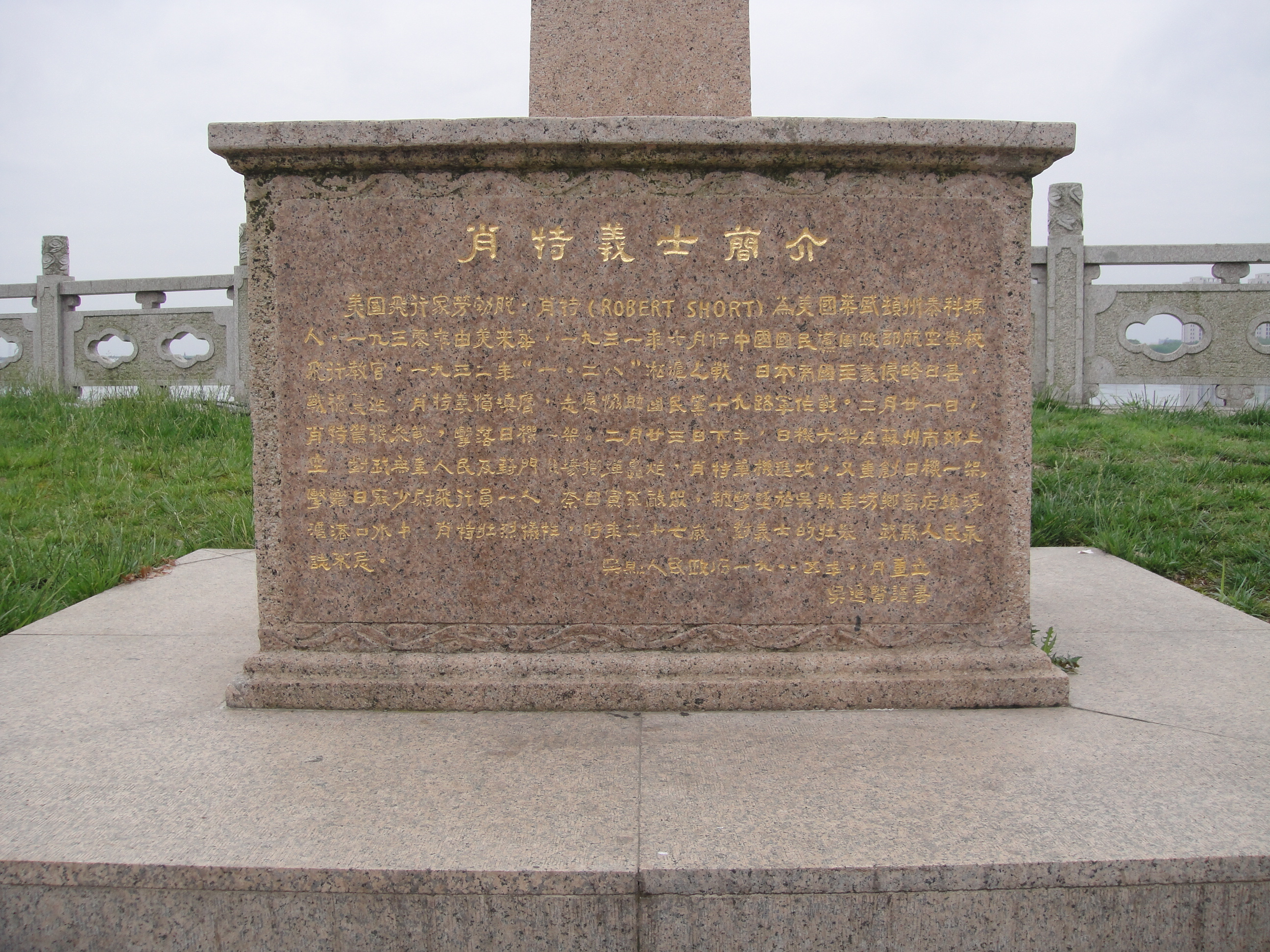
生平